# Distrito de Lavaux-Oron
El distrito de Lavaux-Oron es uno de los diez distritos del cantón de Vaud. Su capital es Bourg-en-Lavaux. 
El distrito tiene su origen en 2008, con la entrada en vigor de la nueva ley de separación del territorio del cantón de Vaud. Es el resultado de la fusión de los distritos de Lavaux y Oron (sin las comunas de Carrouge, Corcelles-le-Jorat, Ropraz y Vuillens, que fueron agregadas al distrito de Broye-Vully, así como la comuna de Peney-la-Jorat, incorporada al distrito de Gros-de-Vaud) y tres comunas del antiguo distrito de Lausana (Belmont-sur-Lausanne, Paudex y Pully).

## Geografía
Lavaux-Oron se encuentra situado al centro-sureste del cantón, a orillas del lago Lemán. Limita al norte con los distritos de Broye-Vully y Glâne (FR), al este con Veveysee (FR) y Riviera-Pays-d'Enhaut, al sur con el departamento de Alta Saboya (FRA-RA), y al oeste con Lausana y Gros-de-Vaud.

## Comunas
| Distrito de Lavaux-Oron | Distrito de Lavaux-Oron | Distrito de Lavaux-Oron |
| Comunas                 | Población (31.12.2014)  | Superficie km²          |
| ----------------------- | ----------------------- | ----------------------- |
| Belmont-sur-Lausanne    | 3575                    | 2.65                    |
| Bourg-en-Lavaux         | 5189                    | 9.65                    |
| Chexbres                | 2187                    | 2.14                    |
| Essertes                | 330                     | 1.65                    |
| Ferlens                 | 331                     | 2.17                    |
| Forel (Lavaux)          | 2073                    | 18.51                   |
| Lutry                   | 9651                    | 8.45                    |
| Maracon                 | 446                     | 4.38                    |
| Mézières                | 1193                    | 3.48                    |
| Montpreveyres           | 597                     | 4.10                    |
| Oron                    | 5202                    | 24.60                   |
| Paudex                  | 1462                    | 0.48                    |
| Puidoux                 | 2811                    | 22.89                   |
| Pully                   | 17 624                  | 5.85                    |
| Rivaz                   | 352                     | 0.31                    |
| Saint-Saphorin (Lavaux) | 377                     | 0.89                    |
| Savigny                 | 3333                    | 16.02                   |
| Servion                 | 1891                    | 6.33                    |
| Total (18)              | 58 624                  | 134.57                  |

## Cambios desde 2008

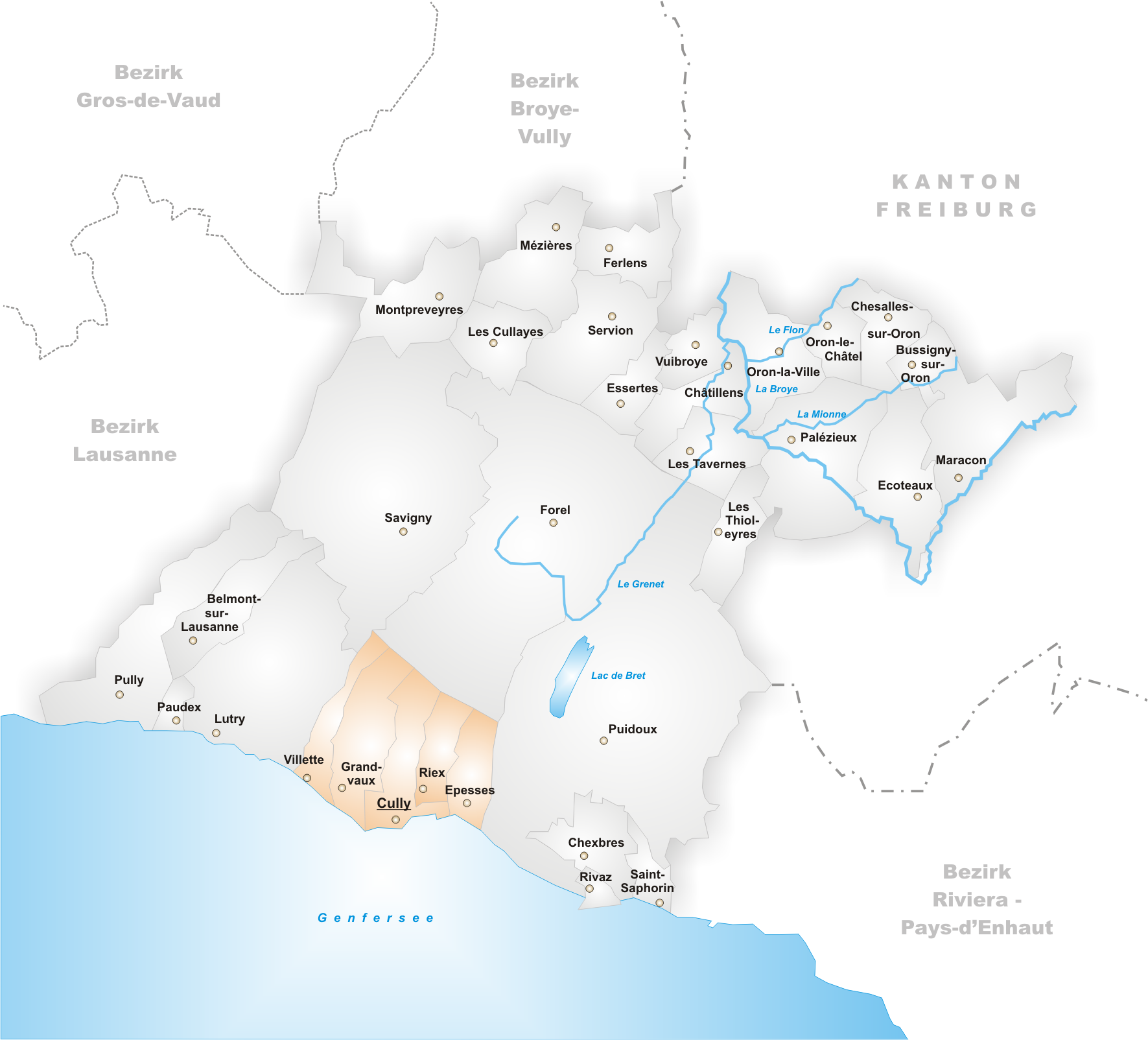
Comunas hasta junio de 2011
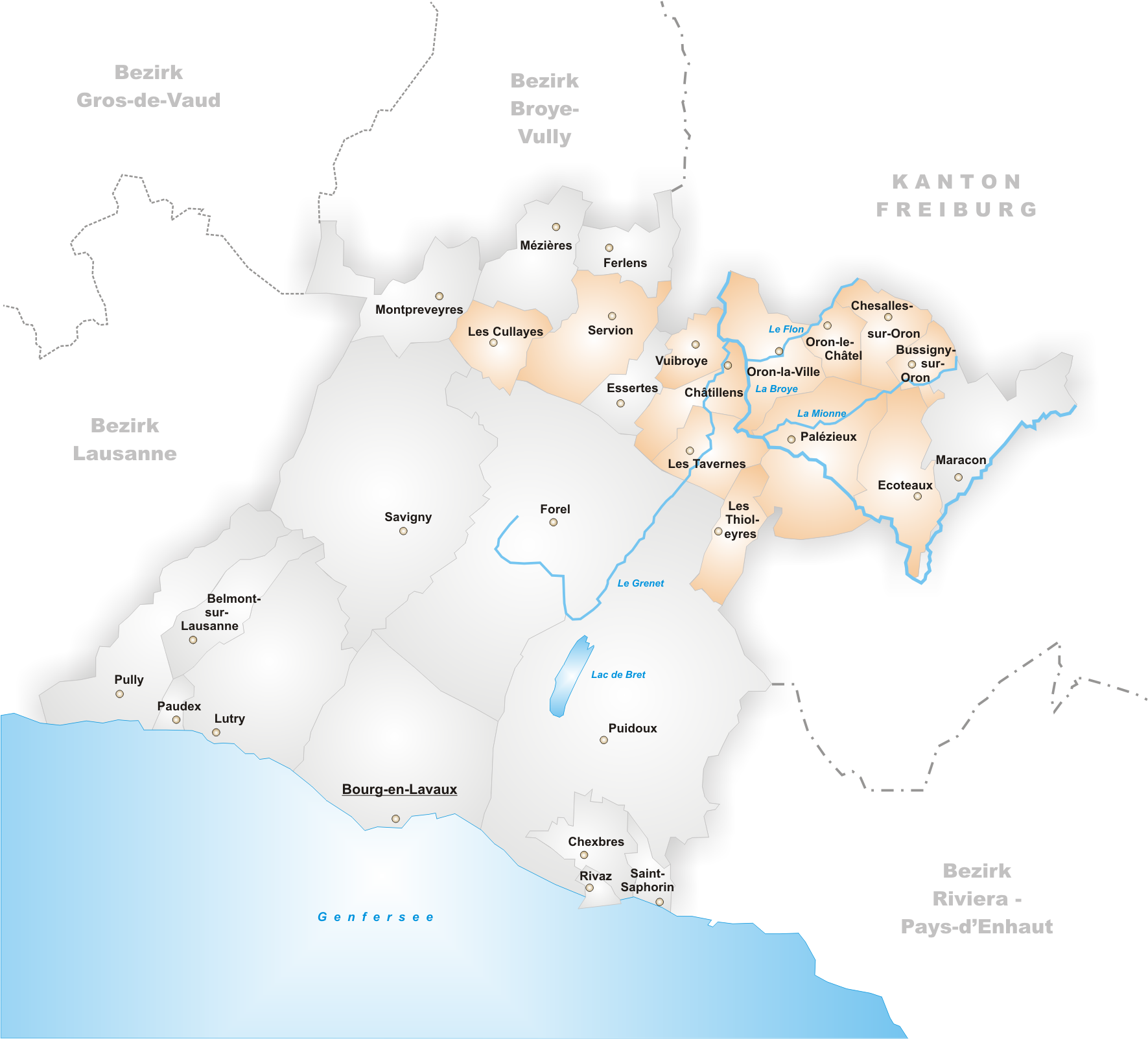
Comunas hasta diciembre de 2011

### Fusiones
- 1 de julio de 2011: Cully, Epesses, Grandvaux, Riex y Villette (Lavaux) → Bourg-en-Lavaux
- 1 de enero de 2012: Bussigny-sur-Oron, Châtillens, Chesalles-sur-Oron, Ecoteaux, Les Tavernes, Les Thioleyres, Oron-la-Ville, Oron-le-Châtel, Palézieux y Vuibroye → Oron
- 1 de enero de 2012: Les Cullayes y Servion → Servion